# Geodésica

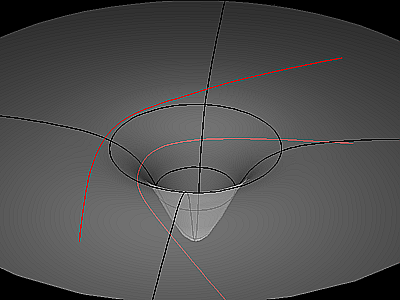
Algumas geodésicas numa superfície.

Pode-se considerar geodésica como uma extensão do conceito de reta para outros sistemas de coordenadas além do cartesiano. Num plano cartesiano {\displaystyle x,y} a equação de uma reta é:

 {\displaystyle y=ax+b}

 Essa relação linear é entretanto uma característica particular. Usando coordenadas polares {\displaystyle r,\theta } pode-se provar que a equação de uma reta é:

 {\displaystyle r={\frac {c}{cos(\theta +d)}}} 

onde c,d são constantes assim como a,b no caso cartesiano.
Para chegar à equação da geodésica, expressa-se cada variável em função de um parâmetro comum {\displaystyle \lambda }, em vez de uma relação direta entre elas. No primeiro exemplo: 

{\displaystyle x=a_{1}\lambda +b_{1}}
 {\displaystyle y=a_{2}\lambda +b_{2}}

 A relação linear e as 2 constantes arbitrárias sugerem um sistema de 2 equações diferenciais:

{\displaystyle {\frac {d^{2}x}{d\lambda ^{2}}}=0} 
 {\displaystyle {\frac {d^{2}y}{d\lambda ^{2}}}=0}

 Esse sistema é chamado de equação da geodésica, que é bem simples para o caso cartesiano como se pode ver. Para o segundo exemplo, de coordenadas polares, o sistema é:

{\displaystyle {\frac {d^{2}r}{d\lambda ^{2}}}-r{\Big (}{\frac {d\theta }{d\lambda }}{\Big )}^{2}=0} 
 {\displaystyle {\frac {d^{2}\theta }{d\lambda ^{2}}}+{\frac {2}{r}}{\Big (}{\frac {dr}{d\lambda }}{\Big )}{\Big (}{\frac {d\theta }{d\lambda }}{\Big )}=0}

 A relação analítica entre {\displaystyle r} e {\displaystyle \theta }, com as constantes c,d arbitrárias vista anteriormente, é obtida pela resolução desse sistema, que é a equação da geodésica para essas coordenadas.

Nos exemplos anteriores houve apenas uma mudança de sistemas de coordenadas na mesma variedade, um plano. Mas a superfície de uma esfera também pode ser mapeada por coordenadas, sendo longitudes e latitudes o exemplo usado para a superfície da terra. A solução da equação da geodésica (o sistema de equações diferenciais) para esse caso resulta na intercessão de um plano passando pelo centro com a superfície da esfera. Ou seja num grande círculo, como por exemplo os meridianos. Um grande círculo é assim a extensão do conceito de reta para a superfície de uma esfera.
A equação da geodésica para um caso de uma variedade e sistema de coordenadas genéricos e qualquer número de dimensões é:

{\displaystyle {\frac {d^{2}X^{\mu }}{d\lambda ^{2}}}+\Gamma _{\alpha \beta }^{\mu }{\Big (}{\frac {dX^{\alpha }}{d\lambda }}{\Big )}{\Big (}{\frac {dX^{\beta }}{d\lambda }}{\Big )}=0}

onde é usada a convenção de Einstein para somatório implícito e lembrando que há uma equação para cada coordenada {\displaystyle \mu }. Assim a expressão condensada é na realidade um sistema de equações diferenciais. As {\displaystyle \Gamma _{\alpha \beta }^{\mu }} são chamadas conexões, função da variedade e do sistema de coordenadas.   
Num plano, a geodésica é a menor distância que une dois pontos tal que, para pequenas variações da forma da curva ,o seu comprimento é estacionário. A representação da geodésica em um plano representa a projeção de um círculo máximo sobre uma esfera. Assim, tanto na superfície de uma esfera quanto na superfície esférica deformada num plano, a reta é uma curva, já que a menor distância possível entre dois pontos somente poderá ser curvada, pois uma reta  precisaria, necessariamente, permanecer sempre num plano para ser a menor distância entre pontos.
Do ponto de vista prático, na maioria dos casos, a geodésica é a curva de menor comprimento que une dois pontos.
Em uma "geometria plana" (espaço euclidiano), essa curva é um segmento de reta, mas em "geometrias curvas" (geometria riemanniana), muito utilizadas por exemplo na Teoria da Relatividade Geral, a curva de menor distância entre dois pontos pode não ser uma reta.
Para entender isso, peguemos como exemplo a curvatura do globo terrestre e seus continentes. Se traçarmos uma linha ligando duas capitais de continentes distintos, perceberemos que a linha não é reta, ela é um arco do círculo máximo; entretanto, se a distância entre as duas cidades for pequena, a linha que cobre o segmento do arco de círculo máximo será realmente uma reta.
Todo mundo aprende na escola que a menor distância entre dois pontos é uma reta. Mas pouca gente se recorda – e alguns professores se esquecem de avisar – de que isso é válido apenas em um espaço plano. Em um espaço tridimensional, a coisa muda de figura.
Imaginemos, por exemplo, um triângulo equilátero, aquele em que todos os lados são iguais, e todos os ângulos internos somam 180 graus.

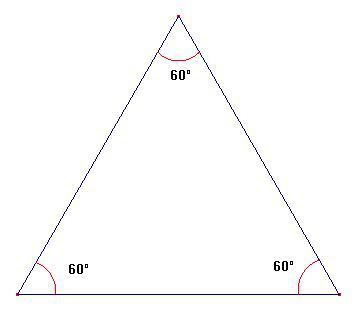

Marcando dois pontos dentro do triângulo, a menor distância entre eles sempre será uma reta. Além disso, não importa o tamanho dos lados; sempre, em qualquer circunstância, a soma dos ângulos internos do triângulo será 180 graus.
Pois bem. Vamos mudar agora o paradigma. Imaginemos um espaço tridimensional: aquele em que nós vivemos todos os dias. Além das duas dimensões existentes no plano bidimensional (altura e comprimento), há uma outra, a profundidade.
Nesse tipo de plano, a menor distância entre dois pontos é uma curva, mais especificamente um arco de círculo máximo. E – o que parece mais bizarro – a soma dos ângulos internos de um triângulo não é 180, mas 270 graus.
Observe a figura:

Repare que o triângulo formado entre os pontos A-B-C possui três ângulos retos (90 graus). Portanto, 270 graus.
Esta representação pode ser confirmada na nossa realidade se pensarmos no planeta Terra.
Suponha que a base de nosso triângulo seja formada pelo arco resultante da metade da linha do Equador. Com qualquer meridiano, o ângulo formado com o Equador será de 90 graus. Seguindo-se um meridiano qualquer até o Polo Norte e, de lá, seguindo-se outro meridiano até o Equador, teremos mais dois ângulos retos.
Esse efeito tem implicações interessantes; por exemplo, quando você voa num avião, a trajetória que ele faz para ir de um destino a outro não segue uma “linha reta”, como muita gente imagina. Ele segue a “curvatura” da Terra, fazendo pequenos ajustes no sentido da viagem, a fim de percorrer o menor trecho possível. Se o avião fosse simplesmente “em linha reta”, acabaria por percorrer uma trajetória maior do que faz ao seguir a curvatura terrestre.
Uma imagem pode, por exemplo, demonstrar como uma viagem entre Nova Iorque e Lisboa é feita, seguindo-se a menor distância entre dois pontos em um espaço tridimensional.